# Canchaque
Canchaque es un pueblo peruano, capital del distrito homónimo perteneciente a la provincia de Huancabamba, departamento de Piura. Se encuentra a aproximadamente 150 kilómetros de la ciudad de Piura y una altura de 1198 m s. n. m.

## Ubicación
Canchaque se ubica al oeste de la provincia de Huancabamba, en el distrito homónimo, en el departamento de Piura.

## Demografía
En 2017 Canchaque tenía una población de 1453 habitantes.
| Gráfica de evolución demográfica de Canchaque entre 1993 y 2017 |
|                                                                 |
| Fuentes: Población 1993 y 2017                                  |

## Clima
Los veranos son calientes y nublados y los inviernos son cortos, frescos, secos y mayormente despejados. Durante el transcurso del año, la temperatura generalmente varía de 12 °C a 25 °C y rara vez baja a menos de 11 °C o sube a más de 27 °C.
| Parámetros climáticos promedio de Canchaque (territorios entre 1000 - 1500 m s. n. m.). | Parámetros climáticos promedio de Canchaque (territorios entre 1000 - 1500 m s. n. m.). | Parámetros climáticos promedio de Canchaque (territorios entre 1000 - 1500 m s. n. m.). | Parámetros climáticos promedio de Canchaque (territorios entre 1000 - 1500 m s. n. m.). | Parámetros climáticos promedio de Canchaque (territorios entre 1000 - 1500 m s. n. m.). | Parámetros climáticos promedio de Canchaque (territorios entre 1000 - 1500 m s. n. m.). | Parámetros climáticos promedio de Canchaque (territorios entre 1000 - 1500 m s. n. m.). | Parámetros climáticos promedio de Canchaque (territorios entre 1000 - 1500 m s. n. m.). | Parámetros climáticos promedio de Canchaque (territorios entre 1000 - 1500 m s. n. m.). | Parámetros climáticos promedio de Canchaque (territorios entre 1000 - 1500 m s. n. m.). | Parámetros climáticos promedio de Canchaque (territorios entre 1000 - 1500 m s. n. m.). | Parámetros climáticos promedio de Canchaque (territorios entre 1000 - 1500 m s. n. m.). | Parámetros climáticos promedio de Canchaque (territorios entre 1000 - 1500 m s. n. m.). | Parámetros climáticos promedio de Canchaque (territorios entre 1000 - 1500 m s. n. m.). |
| Mes                                                                                     | Ene.                                                                                    | Feb.                                                                                    | Mar.                                                                                    | Abr.                                                                                    | May.                                                                                    | Jun.                                                                                    | Jul.                                                                                    | Ago.                                                                                    | Sep.                                                                                    | Oct.                                                                                    | Nov.                                                                                    | Dic.                                                                                    | Anual                                                                                   |
| --------------------------------------------------------------------------------------- | --------------------------------------------------------------------------------------- | --------------------------------------------------------------------------------------- | --------------------------------------------------------------------------------------- | --------------------------------------------------------------------------------------- | --------------------------------------------------------------------------------------- | --------------------------------------------------------------------------------------- | --------------------------------------------------------------------------------------- | --------------------------------------------------------------------------------------- | --------------------------------------------------------------------------------------- | --------------------------------------------------------------------------------------- | --------------------------------------------------------------------------------------- | --------------------------------------------------------------------------------------- | --------------------------------------------------------------------------------------- |
| Temp. máx. media (°C)                                                                   | 29.5                                                                                    | 30.5                                                                                    | 30.5                                                                                    | 29                                                                                      | 26.5                                                                                    | 25                                                                                      | 24                                                                                      | 24                                                                                      | 24                                                                                      | 25                                                                                      | 25.5                                                                                    | 27.5                                                                                    | 26.8                                                                                    |
| Temp. mín. media (°C)                                                                   | 20                                                                                      | 22                                                                                      | 21                                                                                      | 20                                                                                      | 18                                                                                      | 17                                                                                      | 16                                                                                      | 16                                                                                      | 16                                                                                      | 17                                                                                      | 17                                                                                      | 19                                                                                      | 18.3                                                                                    |
| Fuente: Accuweather                                                                     |                                                                                         |                                                                                         |                                                                                         |                                                                                         |                                                                                         |                                                                                         |                                                                                         |                                                                                         |                                                                                         |                                                                                         |                                                                                         |                                                                                         |                                                                                         |

## Lugares de interés
- Iglesia de Canchaque
- Petroglifos de Pampasminas
- Ruinas de Canchamanchay[9]
- Cueva de Piedra Tableada con erizos
- Mirador Cerro Campanas de los altos de serranía[10]
- Catarata Chorro Blanco y choro de agua azul[11]
- Mirador Cerro Huayanay[12]
- Peroles de Mishahuaca[13]